# Грејн Вали (Мисури)
Грејн Вали (енгл. Grain Valley) град је у америчкој савезној држави Мисури.

## Демографија
По попису из 2010. године број становника је 12.854, што је 7.694 (149,1%) становника више него 2000. године.
| Група             | 2000.         | 2010.          |
| Белци             | 4.891 (94,8%) | 11.528 (89,7%) |
| Афроамериканци    | 29 (0,6%)     | 327 (2,5%)     |
| Азијати           | 25 (0,5%)     | 80 (0,6%)      |
| Хиспаноамериканци | 128 (2,5%)    | 632 (4,9%)     |
| Укупно            | 5.160         | 12.854         |